# Třída Berlin (typ 702)
Třída Berlin (typ 702) je třída zásobovacích tankerů německého námořnictva (v německé kategorizaci Einsatzgruppenversorger). Slouží především k zásobovací a zdravotnické podpoře operačních svazů válečných lodí. Pro německé námořnictvo byly postaveny tři jednotky této třídy. Jsou to největší válečné lodě provozované německým námořnictvem.
Jediným zahraničním uživatelem třídy bude Kanada, která v rámci programu Joint Support Ship (JSS) objednala dvě jednotky třídy Protecteur (ex třídy Queenston) jako náhradu za třídu Protecteur.

## Pozadí vzniku
V první sérii byly postaveny dvě jednotky, pojmenované Berlin (A 1411) a Frankfurt am Main (A 1412). Stavbu prováděly loděnice FlensburgerSchiffbauGesellschaft. Do služby vstoupily v letech 2001–2002. V roce 2008 byla objednána třetí vylepšená jednotka Bonn (A 1413), kterou postavilo konsorcium čtyř loděnic Fr. Lürssen Werft, FlensburgerSchiffbauGesellschaft, ThyssenKrupp Marine Systems a Peene-Werft. Modifikace zahrnují např. dvojitý trup, zvětšenou nástavbu, integrovaný velitelský můstek či nové motory. Třetí jednotka má mít rovněž menší provozní náklady. Do služby vstoupila roku 2013.
Jednotky třídy Berlin:
| Jméno                      | Zahájení prací | Spuštěna    | Dodání          | Status  |
| -------------------------- | -------------- | ----------- | --------------- | ------- |
| Berlin (A 1411)            | –              | duben 1999  | 11. dubna 2001  | aktivní |
| Frankfurt am Main (A 1412) | –              | –           | 27. května 2002 | aktivní |
| Bonn (A 1413)              | září 2010      | květen 2011 | 13. září 2013   | aktivní |

## Konstrukce

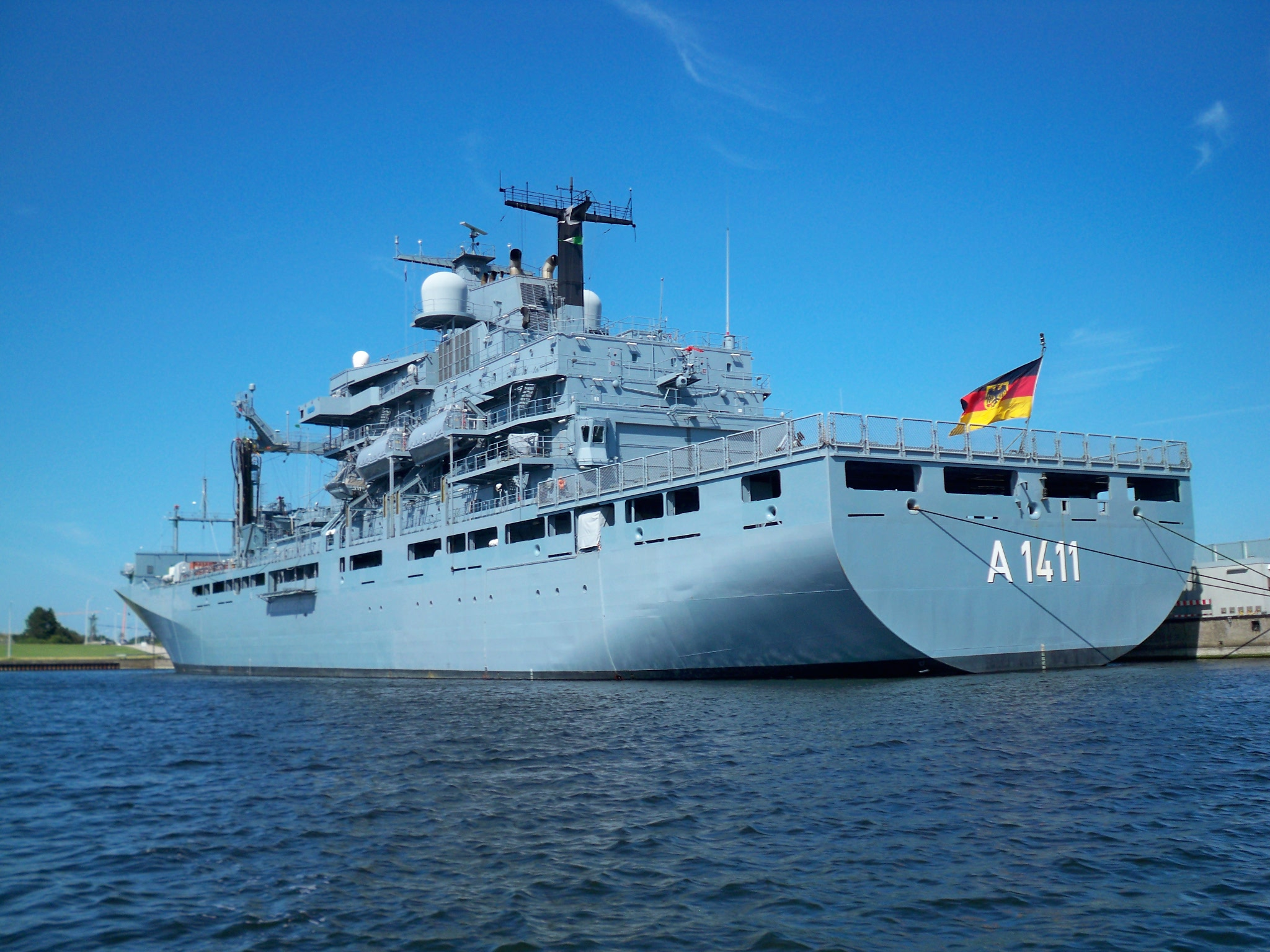
Berlin (A 1411)

Plavidlo může na palubě nést standardní ISO kontejnery. Celkově ponese 9000 kubických metrů paliva, 600 kubických metrů leteckých pohonných hmot, 500 kubických metrů vody, 100 tun zásob, 280 tun dalšího materiálu a 160 tun munice. Je vybaveno dvěma jeřáby s nosností 24 tun. Je rovněž vybaveno palubní nemocnicí se 45 lůžky plus čtyřmi lůžky intenzivní péče. K nemocnici patří rovněž laboratoře a další zařízení. K vlastní obraně původně slouží čtyři dálkově ovládané 27mm kanóny MLG-27 a dva protiletadlové raketové komplety Stinger s dosahem 4,8 km. Na zádi se nachází přistávací plocha a hangár pro dva vrtulníky. Pohonný systém tvoří dva diesely MAN Diesel 12V 32/40. Každý z nich roztáčí čtyřlistý lodní šroub. Nejvyšší rychlost dosahuje 20 uzlů.